# Yolande van Monferrato
Yolande van Monferrato (1274-Constantinopel, 1317) was een dochter van Willem VII van Monferrato en van Beatrix van Castilië. Yolande werd de tweede echtgenote van de Byzantijnse keizer Andronikos II Paleologicus en werd Irene geheten. Zij kreeg volgende kinderen:
- Johannes Palaiologos ( 1286–1308), despoot
- Theodoor I, markgraaf van Montferrat (1291–1338)
- Demetrios Palaiologos, despoot, vader van Irene Palaiologina.
- Simonis Palaiologina (1294–after 1336), gehuwd met koning Stefan Milutin van Servië.

Haar intrigerend gedrag echter, met de bedoeling te bekomen dat haar eigen zoon erfopvolger zou worden ten nadele van haar stiefzoon, leidde tot een breuk met haar man, de keizer. Irena vestigde zich in 1303 in Thessalonica en hield daar haar eigen hof.
Zij volgde in 1305 ook haar broer Jan I op als markgraaf van Monferrato, samen met haar zoon Theodorus.